# Шенборн (Доннерсберг)
Шенборн (нім. Schönborn) — громада в Німеччині, розташована в землі Рейнланд-Пфальц. Входить до складу району Доннерсберг. Складова частина об'єднання громад Роккенгаузен.
Площа — 2,61 км2. Населення становить 127 ос. (станом на 31 грудня 2020).